# 캐럴 번스
캐럴 번스(Carol Burns, 1947년 1월 1일 ~ 2015년 12월 21일)는 오스트레일리아의 배우이다.
브리즈번에서 태어났다.

## 출연 작품
- 드라이브 하드 (2014년)
- 똑바로 살아라 (2003년)
- 하트비트 (1992년)
- 스타스트럭 (1982년)

### 텔레비전
- 프리즈너 (1979, Prisoner) - 프랭키 도일 역